# Akainacephalus johnsoni
Akainacephalus johnsoni Wiersma & Irmis, 2018 (il cui nome significa "testa spinosa") è un dinosauro anchilosauride vissuto nel Cretaceo superiore, circa 75,97 milioni di anni fa (Campaniano), in quella che oggi è la Formazione Kaiparowits, nel sud dello Utah, Stati Uniti. Il genere contiene una singola specie, ossia Akainacephalus johnsoni, specie nota dal più completo esemplare di ankylosauro mai scoperto dalla Laramidia meridionale, che comprende un cranio completo, una mazza caudale, un certo numero di osteodermi, diversi elementi degli arti e parte del bacino.

## Descrizione

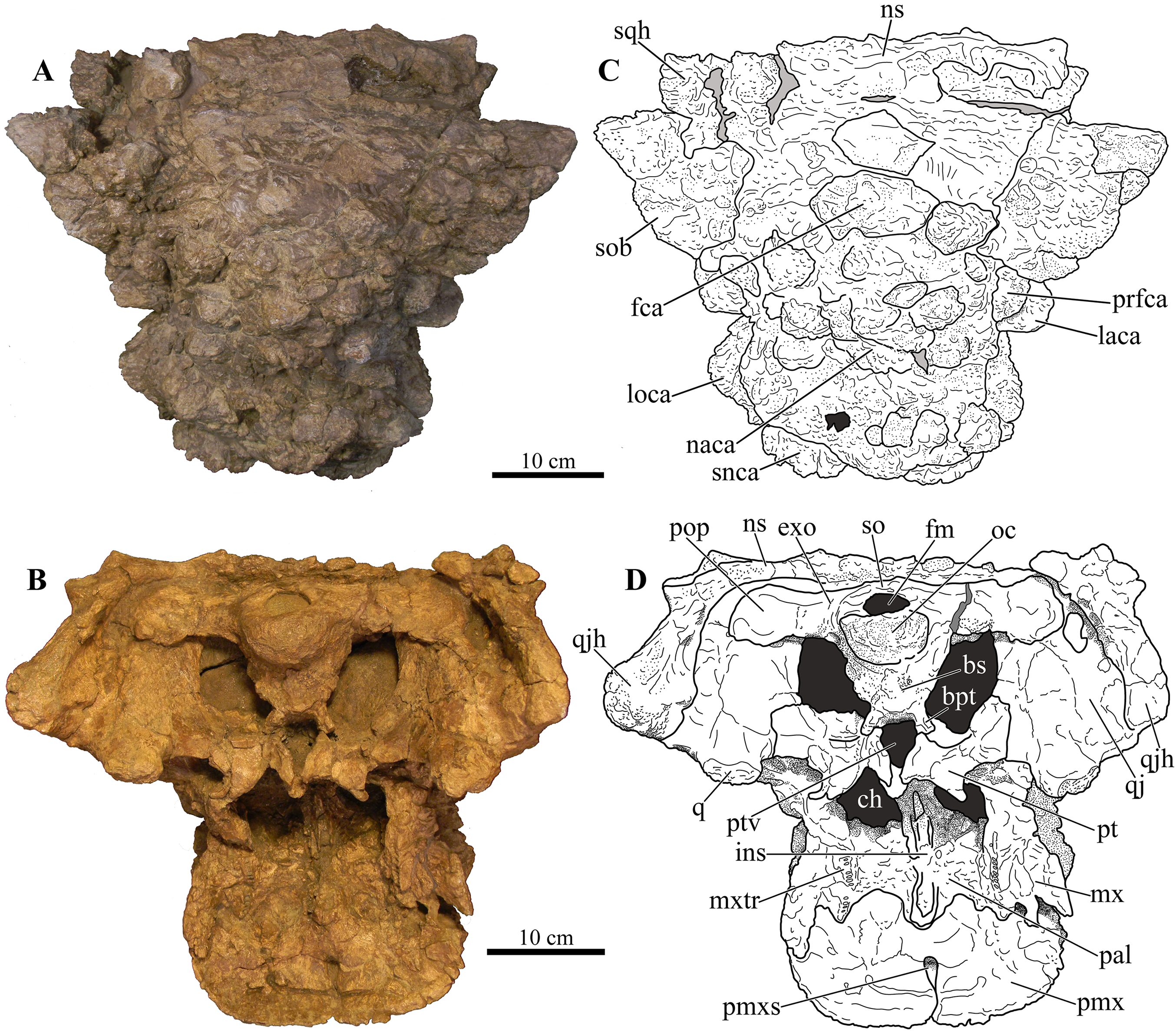
Cranio in vista dorsale e ventrale.

Akainacephalus poteva raggiungere una lunghezza compresa tra i 4 e i 5 metri (13,1-16,4 piedi).
Gli autori della descrizione di Akainacephalus hanno evidenziato diversi distintivi, alcuni dei quali sono autapomorfie, ossia caratteri derivati unici. Gli inspessimenti ossei sovraorbitali sono massicci in vista laterale, formando un'alta cresta rovesciata, che si estende anche lateralmente sopra la cavità oculare, circondando l'angolo superiore-anteriore e il bordo posteriore della cavità oculare. Le corna presenti sugli zigomi dell'animale delle sono triangolari, e puntano quasi verticalmente verso il basso. Sulle ossa frontali è presente un osteoderma esagonale piatto di grandi dimensioni. La zona che attraversa le ossa frontali e le ossa nasali è coperta da caputegule a forma piramidale e coniche, simmetricamente posizionate e strettamente connesse tra loro. Le ossa nasali mostrano una fila centrale distinta di caputegole coniche, separate simmetricamente dagli osteodermi sopra e ai lati di essi. Nella parte posteriore del cranio, la parte del foro occipitale formata dal basioccipitale si trova obliquamente sopra e davanti al condilo occipitale.

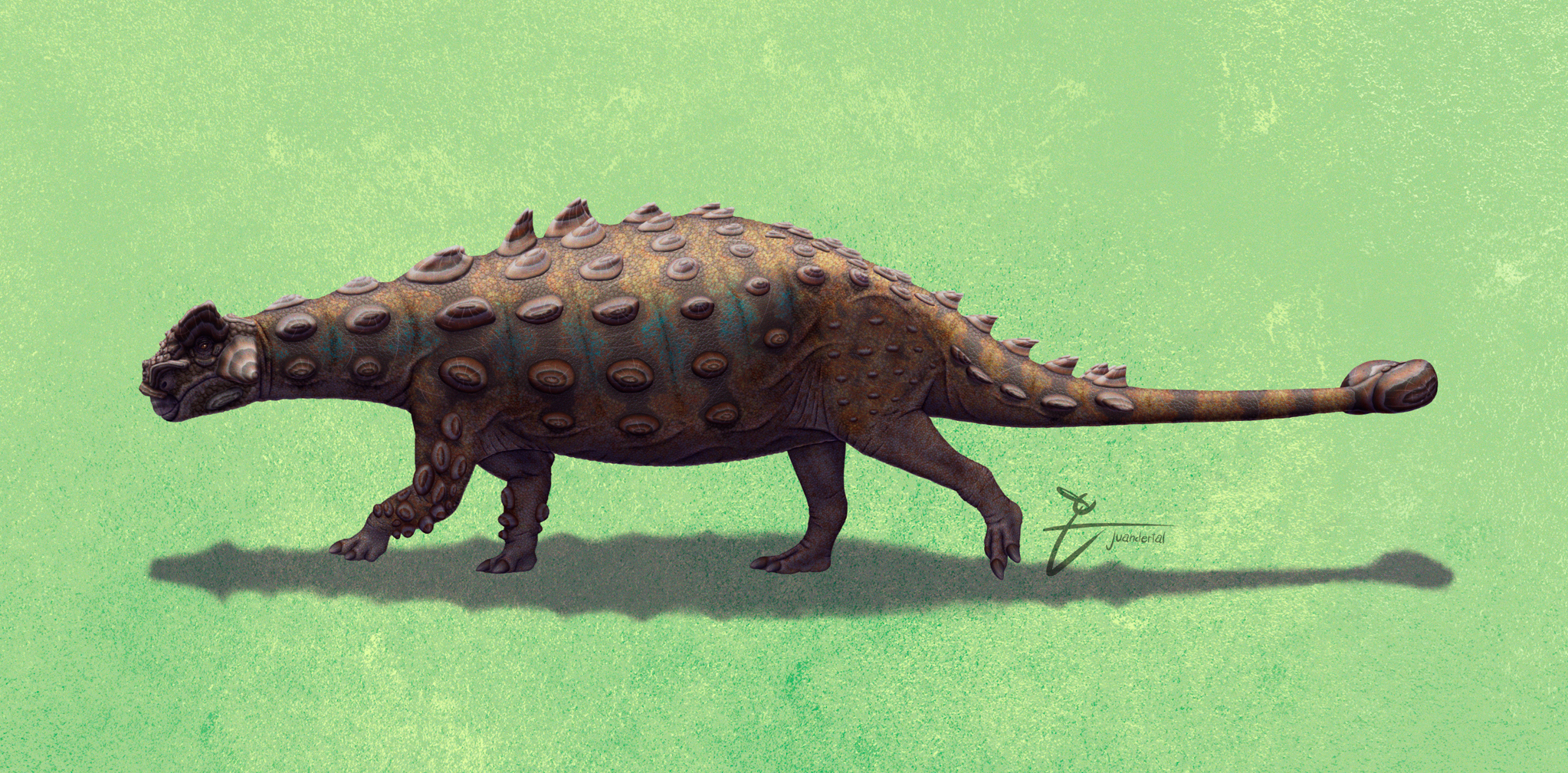
Ricostruzione di A. johnsoni

L'armatura cranica di Akainacephalus è sorprendentemente simile a quella di Nodocephalosaurus, una forma correlata ritrovata anch'essa nel sud di Laramidia, nel Nuovo Messico. Pertanto gli autori della descrizione di Akainacephalus hanno confrontato questi due animali per dimostrare che quest'ultimo fosse un taxon valido. Akainacephalus e Nodocephalosaurus condividono alcuni tratti come gli osteodermi a forma di piramide sul muso e un'armatura sopra le narici. Vi sono, tuttavia, alcune differenze: in Akainacephalus, gli osteodermi dei supraorbitali anteriori e posteriori formano una singola struttura a rovescio, mentre in Nodocephalosaurus, questi rimangono elementi separati di dimensioni molto minori; Akainacephalus possiede un corno squamosale molto più piccolo, e il corno zigomatico punta dritto verso il basso come un enorme triangolo, mentre quello di Nodocephalosaurus si curva all'indietro. Il confronto è complicato dal fatto che il cranio di Nodocephalosaurus è noto solo parzialmente. Inoltre, nell'olotipo di Akainacephalus le corna squamosali sono rotte, rendendo impossibile determinare la loro forma esatta, e il cranio nel suo complesso è stato compresso frontalmente dal processo di fossilizzazione, restringimento e sollevando l'area attorno alle orbite. Tuttavia, Nodocephalosaurus è stato ritrovato all'interno della Formazione Kirtland, in strati che sono tre milioni di anni più giovani di quelli in cui sono stati ritrovati i resti di Akainacephalus, il che impedirebbe ai due taxa di essere lo stesso.
Le ossa anteriori del muso, i premascellari, formano un ampio becco superiore a forma di U, più largo che lungo. I lati del muso non sono coperti da un'armatura. Il numero di denti mascellari, per lato, è stato stimato a un minimo di sedici. Le narici ossee sono orientate verso i lati del muso. La narice è piuttosto piccola e non è chiaramente suddivisa in aperture più piccole. L'osso quadrato è fortemente inclinato, causando il posizionamento dell'articolazione mandibolare, visibile in vista laterale, davanti al corno zigomatico, caratteristica mai osservata prima in altri ankylosauridi.

## Classificazione

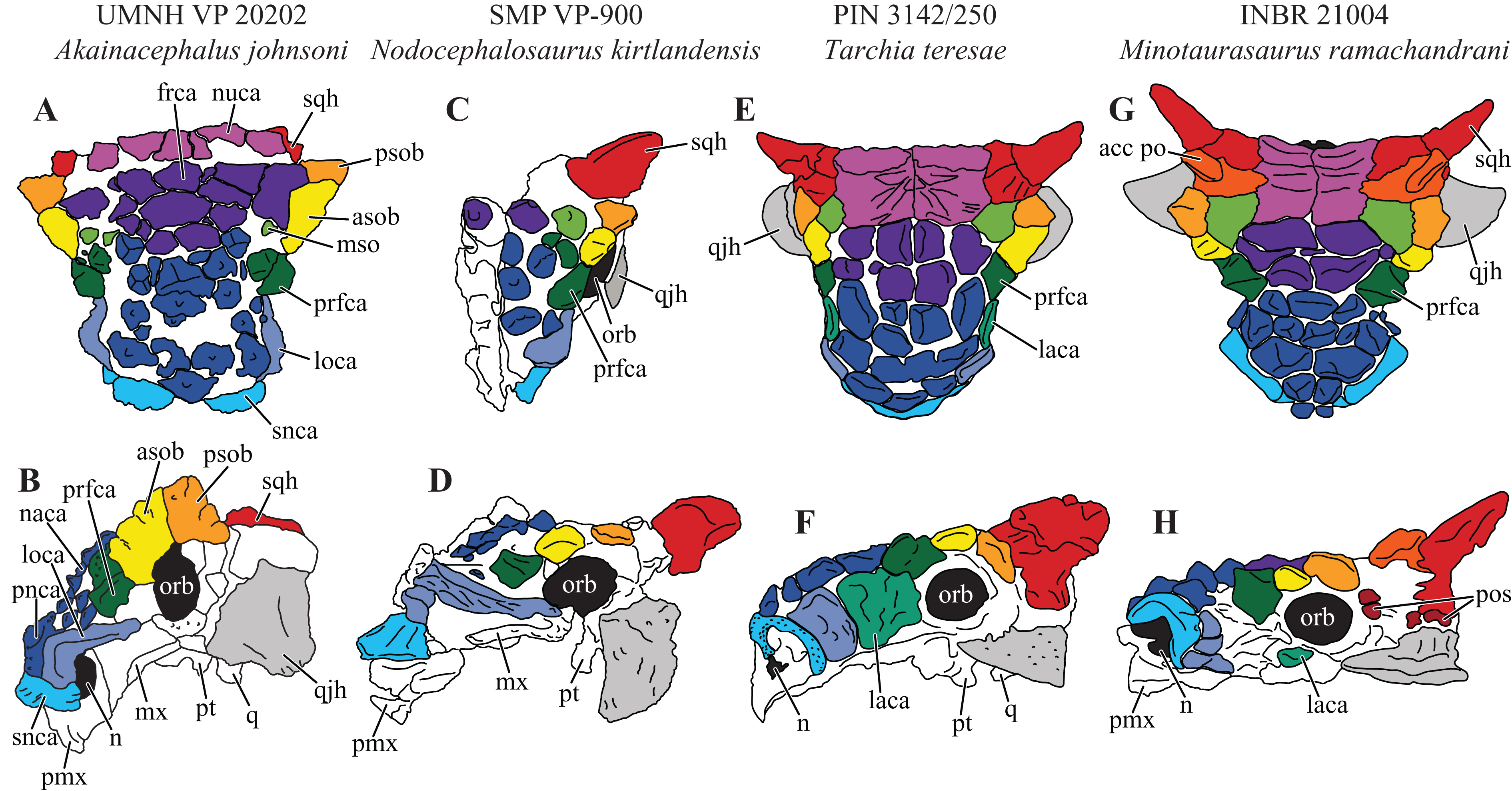
Ornamentazioni del cranio di Akainacephalus (sinistra) a confronto con (da sinistra a destra): Nodocephalosaurus, Tarchia e Minotaurasaurus.

L'analisi filogenetica di Akainacephalus, colloca l'animale all'interno di un clade con Nodocephalosaurus, un altro ankylosauride presente in quella che era Laramidia.
Ulteriori dati dall'analisi cladistica mostrano anche che Akainacephalus e Nodocephalosaurus sono maggiormente imparentati con gli ankylosauridi asiatici, come Saichania e Tarchia, che con i generi nordamericani, come Euoplocephalus e Ankylosaurus. La scoperta indica un forte caso di provincialismo tra le popolazioni di dinosauri nella Laramidia settentrionale e meridionale. Inoltre, la scoperta di Akainocephalus indica che ci furono almeno due migrazioni faunistiche tra Asia e Nord America, create dall'abbassamento del livello del mare, che ha permesso le migrazioni tra i continenti attraverso un ponte di terra nello Stretto di Bering.

## Storia della scoperta

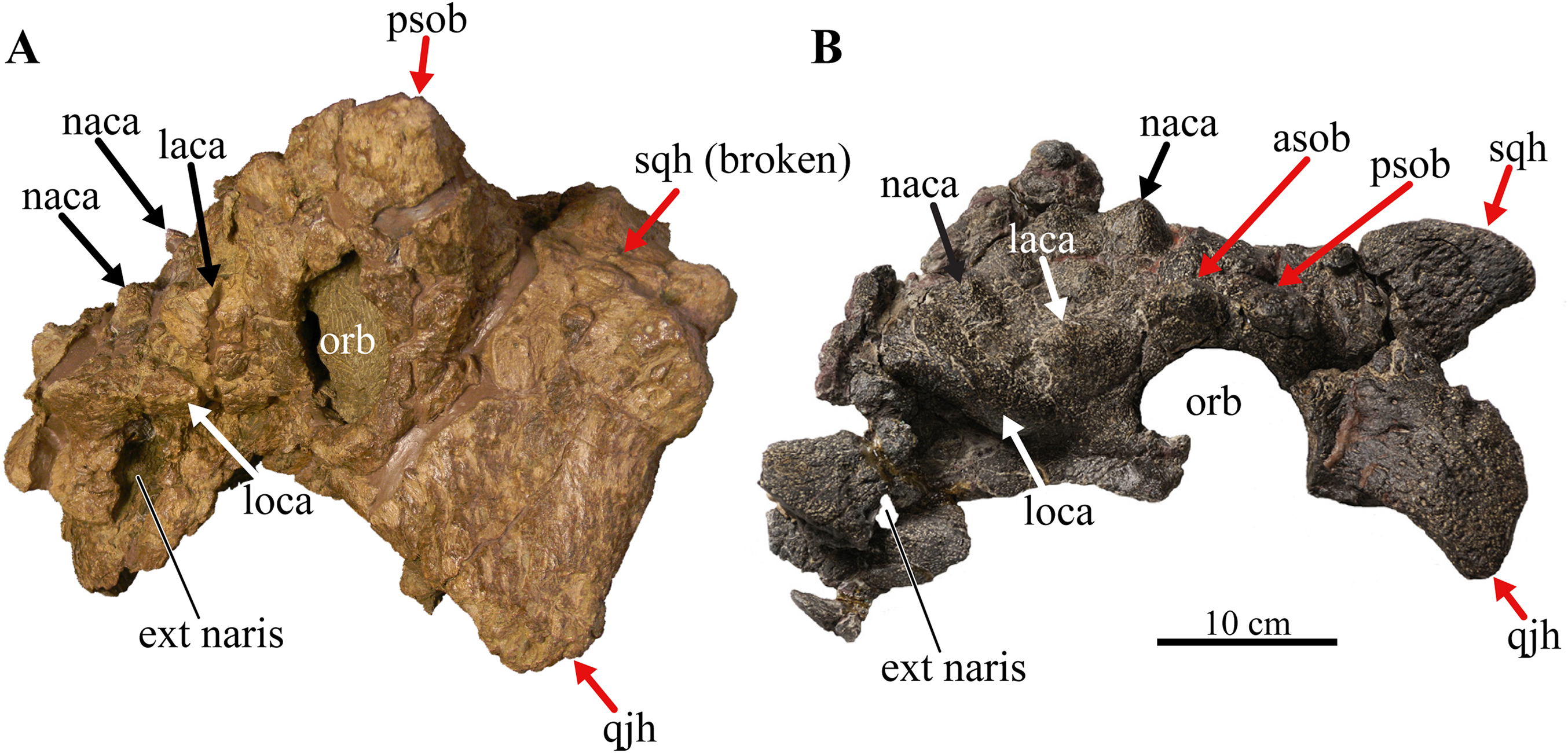
Cranio di Akainacephalus a confronto con il cranio di Nodocephalosaurus

Nel 2008, nel Grand Staircase-Escalante National Monumentl, nella Contea di Kane, nello Utah, fu scoperto uno scheletro di ankylosauro in un sito identificato per la prima volta da Scott Richardson, un impiegato del Bureau of Land Management. Nel 2009, lo scavo è stato completato da una squadra guidata da R. Irmis. Il cranio necessitò di ben quattro anni di preparazione da parte del volontario Randy Johnson, un chimico in pensione. Nel gennaio 2014, il cranio venne studiato per mezzo di una CAT-scan.

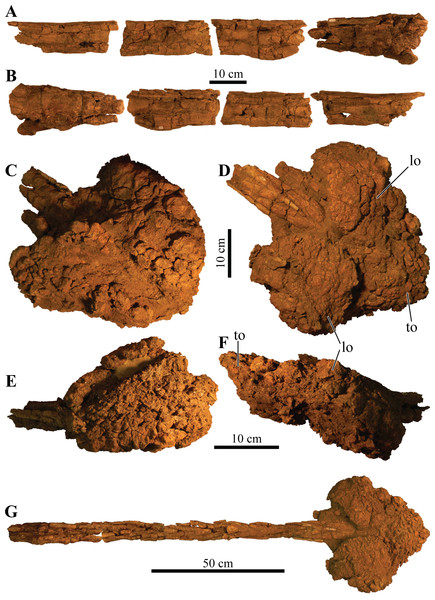
Parte finale della coda e mazza caudale

Nel 2018, la specie tipo Akainacephalus johnsoni fu nominata e descritta dal paleontologo olandese Jelle P. Wiersma e Randall Benjamin Irmis. Il nome generico combina deriva dal greco, ἄκαινα/akaina ossia "spina", un riferimento agli osteodermi appuntiti delle testa dell'animale, e κεφαλή/kephalè ossia "testa". Il nome specifico, johnsoni, onora il preparatore Randy Johnson.
L'olotipo, UMNH VP 20202, di Akainacephalus è stato ritrovato in uno strato della Formazione Kaiparowits, risalente alla fine del Campaniano, Cretaceo superiore. L'età dello strato è stata determinata a 75,97 milioni di anni dalla datazione di zirconi. L'olotipo è costituito da uno scheletro parziale con teschio, ed è composto da un cranio completo con tanto di mascella; quattro vertebre dorsali; otto vertebre sacrali; otto vertebre caudali "libere"; undici vertebre caudali fuse insieme con la mazza caudale; una mazza caudale; alcune costole; entrambe le scapole; una coracoide sinistra; l'omero destro; l'ulna destra; l'ileo sinistro; il femore sinistro; lo stinco sinistro; il perone sinistro; una falange del dito del piede; un artiglio; due anelli cervicali completi; e diciassette osteodermi del dorso e dei fianchi. L'olotipo rappresenta circa il 45% degli elementi scheletrici, e fa parte della collezione del Natural History Museum of Utah, a Salt Lake City.

## Paleoecologia

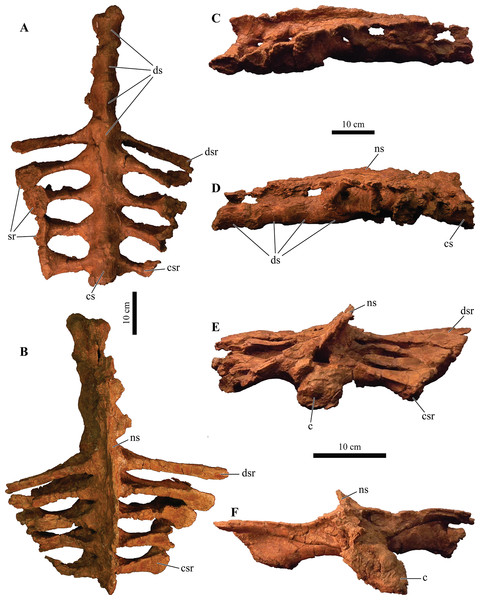
Vertebre sacrali e caudosacrali

Durante il Cretaceo superiore, il sito della Formazione Kaiparowits si trovava vicino alla costa occidentale del mare interno occidentale, un grande mare interno che divideva il Nord America in due masse continentali, Laramidia ad ovest e Appalachia ad est. L'altopiano in cui vivevano i dinosauri era un'antica pianura alluvionale dominata da grandi canali e abbondanti paludi di torbiera umide, stagni e laghi, ed era delimitata da alti altipiani. Il clima era umido e sosteneva una vasta gamma di organismi. Questa formazione contiene uno dei migliori e più continui registri della vita terrestre del Cretaceo superiore al mondo.
Akainacephalus condivideva il suo paleoambiente con altri dinosauri, come vari teropodi dromaeosauridi, il troodontide Talos, il tirannosauride Teratophoneus, l'adrosauro Parasaurolophus cyrtocristatus e Gryposaurus monumentensis, i ceratopsi Utahceratops, Nasutoceratops e Kosmoceratops, e l'oviraptorosauro Hagryphus. Alcune prove fossili suggeriscono anche la presenza del tirannosauride Albertosaurus e dell'ornithomimide Ornithomimus velox, ma la valutazione esistente del materiale non è conclusiva. La paleofauna presente all'interno della Formazione Kaiparowits includeva anche diversi pesci cartilaginei (squali e razze), rane, salamandre, tartarughe, lucertole e coccodrilli, oltre ad una notevole varietà di mammiferi, costituiti da multitubercolati, marsupiali e insettivori.